# Ma Pansa
Ma Pansa, of ma Paánza of M'ma Pansa (ongeveer 1700 - tussen 1775 en 1780), was een Surinaamse vrouw ten tijde van de slavernij. Ze werkte in het midden van de 18e eeuw als slaafgemaakte op een plantage in het kustgebied van Suriname. Bij haar vlucht van de plantage (met haar man Adjáko) nam Ma Pansa rijstzaden van de plantage mee, die ze in haar vlechten verstopte. Rijst werd zo geïntroduceerd bij de Marrons in Suriname. Ze wordt de oermoeder van de Saamaka genoemd.

## Biografie
De Amerikaanse antropoloog Richard Price reconstrueerde Pansa's leven uit archief materiaal en Saamakaanse orale geschiedenis. Ze werd begin 1700 (Price schrijft 1705, maar andere bronnen vermelden dat de geboortedatum niet zeker bekend is) geboren op de plantage Hebron als de dochter van een Portugees-Joodse slavenhouder en een slaafgemaakte Afrikaanse vrouw. Ma Pansa werd vervolgens verkocht aan de eigenaar van een andere plantage, waar ze in de herfst van 1739 wist te ontsnappen, met rijstkorrels in haar vlechten. Ze ontsnapte naar Baákawáta (Pikin Lio, een zijtak van de Boven-Surinamerivier) waar ze tussen 1775 en 1780 stierf.
De marrons vertellen dit verhaal nog steeds in hun orale geschiedenis. Hierbij wordt verteld dat Ma Pansa door haar eigenaar werd bewaakt en kon ontsnappen doordat de bewaker een magisch medicijn kreeg toegediend waardoor die in slaap viel. Ma Pansa vlocht rijstkorrels in haar haar om mee te nemen, omdat ze geen draagzak had om ze mee te nemen.' In de Saamakaanse overlevering wordt verteld: 'Ze bond rijstpluimen vast in haar haar. Toen ze aankwamen waar ze konden slapen, maakte ze de zaadjes los door haar haar te kammen en plantte de rijstkorrels.'
Ma Pansa sloot zich aan bij de Saamaka. Dankzij haar actie konden de Saamaka ook rijst verbouwen, hoewel er vermoedelijk eerder op dezelfde manier rijst bij de Marrons is terechtgekomen. Onder de Saamaka wordt Ma Pansa, als hoeder van de rijst om de paar jaar geëerd met een speciale bijeenkomst. Heden ten dage leven er bij de Saamaka nog veel mensen die van Ma Pansa afstammen. Ze wordt de oermoeder van de Saamaka genoemd.

## Rijstvariëteiten

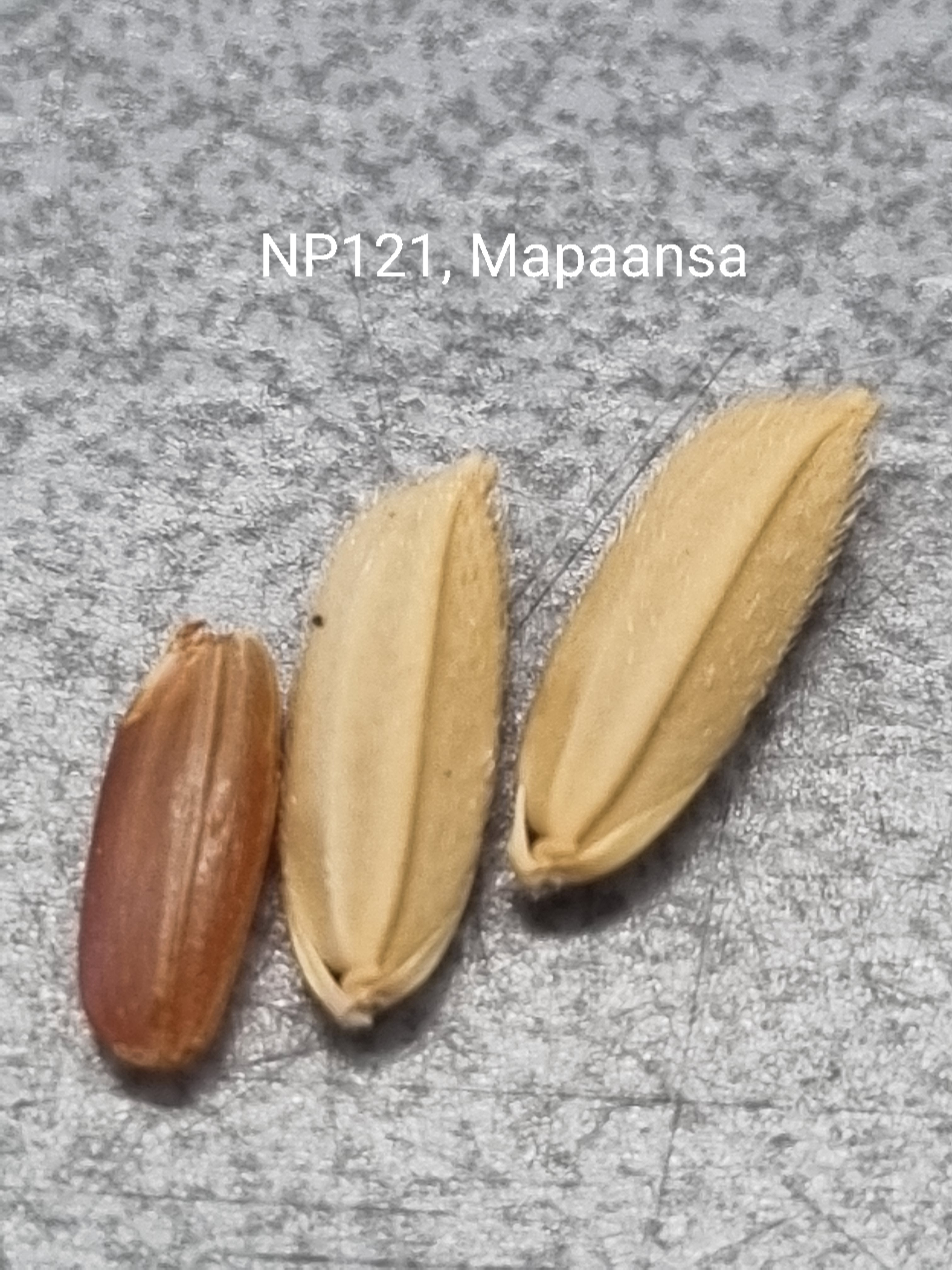
Ma Paanza rijst, rijstkorrel (gefotografeerd en verzameld door Nicholaas Pinas)

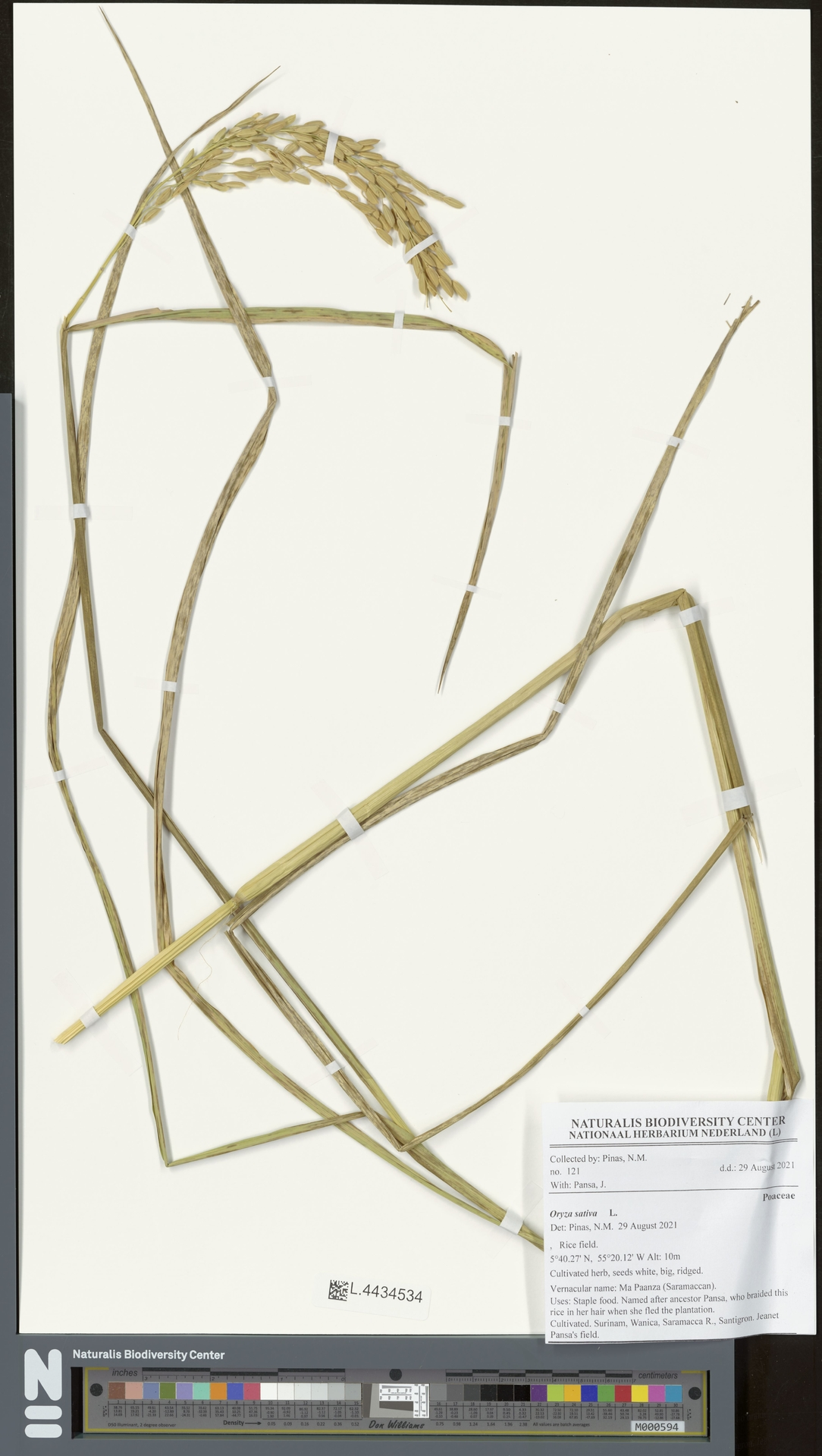
Ma Paanza Rijstplant (gefotografeerd en verzameld door Nicholaas Pinas)

In de orale geschiedenis van de marrons in Suriname wordt verteld dat Afrikaanse vrouwen rijst in Suriname geïntroduceerd hebben door rijstkorrels te verbergen in hun haar. Nederlandse slavenschepen in de 17de en 18de eeuw kochten rijst op aan de Afrikaanse westkust als bulkvoedsel voor de slaafgemaakten, die opeengepakt in het ruim zaten. Slaafgemaakte vrouwen moesten aan boord de rijst pellen en koken en waren zo in staat om ongepelde zaadjes te verzamelen, die in hun haar te vlechten en bij aankomst in Suriname rond de slavenhutten te planten.  Hoogleraar Tinde van Andel en Nicholaas Pinas, afkomstig uit een Marrongemeenschap, interviewden zeven jaar lang bijna honderd Marron-vrouwen in de binnenlanden van Suriname en buurland Frans-Guyana. De vrouwen vertelden eeuwenoude familieverhalen over voorouders die rijst op schepen meenamen, uit onder meer het gebied wat nu Ivoorkust en Nigeria is. Archiefonderzoek ondersteunde deze verhalen. Op hun vlucht van de Surinaamse plantages namen de vrouwen zoveel mogelijk rijstzaden mee. In het huidige Suriname ontlenen de traditionele rijstsoorten hun naam aan de vrouwen die rijstkorrels meenamen bij hun marronage, waaronder Milly en Sapali.
Vrijwel zeker is dat Ma Pansa een variëteit van Aziatische rijst meenam en dat deze soorten al sinds 1450 in West-Afrika werden verbouwd, uit Azië meegenomen door de Portugezen. Er zijn verschillende soorten rijst die de naam van Ma Pansa dragen. Ma Paánza kwandjaa (Paánza met rode zaden) is een type met witte, harige schillen en rode zemelen. Andere soorten die naar Ma Pansa zijn vernoemd, hebben witte zemelen en/of gladde, oranje schillen.
Hoewel de Marrons na de Tweede Wereldoorlog de beschikking kregen over verbeterde Amerikaanse rijstrassen, verbouwen ze de traditionele variëteiten nog steeds. Tegenwoordig wordt de zwarte rijst nauwelijks nog gegeten, maar in het binnenland vooral gebruikt voor kruidenbaden om de geest te reinigen, en om te offeren aan de voorouders. Tijdens begrafenissen is voor zwarte rijst nog een belangrijke rol weggelegd.